# The Nine
The Nine es  una serie de televisión estadounidense de corta duración que se estrenó el 4 de octubre de 2006 en la ABC. En Canadá, la serie se estrenó en la CTV el 10 de octubre, mientras que en el Reino Unido se estrenó en Five.
A finales de noviembre de 2006, la ABC retiró la serie de la programación. En marzo de 2007, la ABC anunció que el resto de los episodios hasta completar los 13 de la temporada podrían ser emitidos durante el siguiente mes y que sería cancelada debido a sus pobres resultados de audiencia y no habría segunda temporada. El 15 de mayo de 2007, la serie fue oficialmente cancelada por ABC.

## Argumento
Nueve personas, la mayoría extraños entre ellos, quedan vinculados cuando son hechos rehenes tras un atraco a un banco fallido. En cada episodio los espectadores conocen nuevos detalles de las 52 horas que pasaron retenidos.
El episodio piloto establece los eventos a partir de los cuales se desarrolla el resto de la serie. Dos hombres entran en un banco, armados, y rápidamente desarman al guarda de seguridad y a un policía que se encontraba allí fuera de servicio. Los espectadores van conociendo detalles de lo que llevó a cada persona al banco aquel día.
Tiempo después de que acabara su secuestro, los rehenes acuerdan una reunión entre ellos con el fin de ayudarse.

## Reparto

### Reparto principal
| Actor             | Personaje      | Notas |
| ----------------- | -------------- | --- |
| Lourdes Benedicto | Eva Rios       | Cajera del banco y madre soltera. Resulta herida durante el atraco y muere poco después. Eva es hermana de Franny. |
| John Billingsley  | Egan Foote     | Procesador de datos en una empresa, Egan, al comenzar la serie se encuentra depresivo y con tendencia al suicidio. Se encontraba en el banco el día del robo con la intención de suicidarse en el baño. Tras la liberación es considerado un héroe y siente que tiene una "nueva oportunidad en la vida". |
| Jessica Collins   | Lizzie Miller  | Trabajadora social, Lizzie, al comienzo de la serie mantiene una seria relación con Jeremy. Recibe la noticia de que se encuentra embarazada poco antes de entrar en el banco. |
| Tim Daly          | Nick Cavanaugh | Un oficial de policía que se encontraba como cliente en el banco cuando comienza el atraco. Nick tiene problemas con el juego y las apuestas. Justo antes del atraco, Nick y Eva habían quedado para salir.                                                                                               |
| Dana Davis        | Felicia Jones  | Estudiante de secundaria e hija de Malcolm, Felicia se encontraba en el banco durante el robo. Tras la liberación de los rehenes desarrolla amnesia y no recuerda nada de lo que pasó durante las 52 horas.                                                                                               |
| Camille Guaty     | Franny Rios    | Cajera del banco y hermana de Eva. |
| Chi McBride       | Malcolm Jones  | Director del banco y padre de Felicia. |
| Kim Raver         | Kathryn Hale   | Asistente al fiscal del distrito, Kathryn se encontraba en el banco con su madre cuando ocurrió el atraco. El novio de Kathryn le propone matrimonio tras el robo y, aunque acepta, mantiene una conexión especial con Nick.                                                                              |
| Scott Wolf        | Jeremy Kates   | Cirujano cardiotorácico, Jeremy, al comienzo de la serie mantiene una seria relación con Lizzie. |
| Owain Yeoman      | Lucas Dalton   | Uno de los dos atracadores del banco. Su hermano, Randall, es el otro atracador. Lucas parece tener una extraña relación con Felicia. |

### Reparto recurrente
| Actor               | Personaje                        | Notas                                                                             |
| ------------------- | -------------------------------- | --------------------------------------------------------------------------------- |
| Veronica Cartwright | Barbara Dalton (3 episodios)     | Madre de Lucas y Randall                                                          |
| Hunter Clary        | Ricky Rios (5 episodios)         | Hijo de Eva y sobrino de Franny                                                   |
| Michael Emanuel     | Tom Mitchell (9 episodios)       | Guarda de seguridad del banco muerto durante el atraco                            |
| Bonita Friedericy   | Mary Foote (3 episodios)         | Esposa de Egan                                                                    |
| April Grace         | Andrea Williams (5 episodios)    | Jefa de campaña de Kathryn                                                        |
| Lillian Hurst       | Consuela Hernández (4 episodios) | Abuela de Eva y Franny, quien las ha criado                                       |
| Jamie McShane       | Henry Vartak (5 episodios)       | Compañero de trabajo de Nick con el que no mantiene una buena relación de trabajo |
| Jeffrey Pierce      | Randall Reese (13 episodios)     | Hermano de Lucas y su socio durante el atraco                                     |
| Kim Staunton        | Naomi Jones (9 episodios)        | Esposa de Malcolm y madre de Felicia                                              |
| Susan Sullivan      | Nancy Hale (7 episodios)         | Madre de Kathryn, quien es liberada durante el atraco                             |
| Tom Verica          | Ed Nielson (11 episodios)        | Compañero de trabajo y novio de Kathryn                                           |

## Episodios
| Capítulo | Título                  | Título original        | Dirección             | Sinopsis |
| -------- | ----------------------- | ---------------------- | --------------------- | --- |
| 01       | Piloto                  | Pilot                  | Alex Graves           | Era un día como otro cualquiera, pero cuando nueve extraños se ocupan de sus asuntos en el banco, son retenidos en una situación de la que nunca pensaron que les ocurriría. Cuando acaba todo, sus vidas han cambiado para siempre. Después de 52 angustiosas horas, un equipo de los SWAT toma el banco, rescata a los rehenes y captura a los ladrones pero hay dos personas muertas. Los nueve sobrevivientes están ahora unidos como una improbable familia mientras intentan retomar sus vidas y asumir que lo que ha ocurrido los ha cambiado para siempre.                                |
| 02       | Bienvenidos héroes      | Heroes Welcome         | Alex Graves           | Los nueve rehenes vuelven a sus vidas tras el atraco al banco. Lizzie le pide a Jeremy tiempo para pensar en si quiere seguir con él y Nick trata de volver a su vida normal, aunque su trabajo peligra. Egan se convierte en una estrella mediática y en un programa de televisión solicita ayuda para el hijo de Eva Rios que Franny va a tener que cuidar sola. |
| 03       | ¿Cuál es la emergencia? | What´s Your Emergency? | Alex Graves           | Kathryn vuelve al trabajo y no se ve capaz de desconectar con lo ocurrido en el robo. Mientras tanto, Felicia intenta recuperar la memoria de lo que sucedió dentro del banco durante las 52 horas, y Jeremy se encuentra emocionalmente confuso sobre algo que ha hecho en el hospital. Egan es despedido del trabajo pero se lo toma sorprendentemente bien y decide vivir la vida a partir de ese momento. |
| 04       | El guardián del hermano | Brother´s Keeper       | Andrew Bernstein      | Lizzie inicia una cruzada para llevar a Randall a juicio aunque Nick lo desaprueba. Egan invita a Jeremy a una despedida de soltero de un amigo. Mientras tanto, Franny comienza a recibir llamadas acosantes del padre de Ricky desde la prisión y Nick le aconseja que hable con Kathryn. |
| 05       | Eva al desnudo          | All About Eva          | Chris Misiano         | Malcolm trata de conciliar sus responsabilidades para con el banco y con la viuda del guarda. Nick y Kathryn descubren una sorprendente conexión entre el robo al banco y Eva. El hijo de Eva tiene problemas en clase y por las noches llora llamando a su madre lo que rompe el corazón de Franny y de su abuela. Franny también tendrá que enfrentarse al hecho de que Lizzie está embarazada de Jeremy. |
| 06       | Cójame a mi en su lugar | Take Me Instead        | Alex Graves           | Lizzie muestra una especial conexión con Lucas, generada durante el robo. Egan planea una partida de póker en la que Kathryn descubre un nuevo lado de Nick cuando juega. Kathryn es recibida en casa como una reina por su novio, Ed Nielson, con rosas, velas, champán,... en una cena muy especial aunque ella sufre un ataque de ansiedad en medio de la velada antes de que él se declarara. Jeremy y Franny deciden llevar su relación un paso adelante. |
| 07       | Los de fuera            | Outsiders              | Dean White            | Mientras busca entre las cosas de Eva, Franny encuentra una llave del banco. Acude a junto Malcolm para preguntarle como nunca le había comentado que su hermana tenía una caja de seguridad pero su mayor problema es entrar en el banco para ver el contenido de la caja. Jeremy y Lizzie desvelan su secreto sobre lo que ocurrió entre ellos durante el robo. Mientras, la exmujer de Nick vuelve a su vida trayendo sus problemas con ella. |
| 08       | Momento decisivo        | Turning Point          | Daniel Attias         | Kathryn receibe el apoyo del alcalde para el puesto de fiscal del distrito, al que aspiraba Ed, lo que puede llevarle un cambio en su carrera. Siete de los rehenes se reúnen en la oficina de la DA para analizar la muerte del guarda de seguridad. Uno a uno ha de revivir la historia y contar lo que había ocurrido antes y después de su muerte. |
| 09       | Te están vigilando      | You´re Being Watched   | Mary Harron           | Se encuentra una nota que sugiere que los nueve están siendo vigilados. Pronto después, Lizzie desaparece, y Jeremy y Egan le piden ayuda a Nick. Por otro lado, el resto del grupo saben de la relación de Franny y Jeremy. |
| 10       | El infiltrado           | The Inside Man         | Matt Shakman          | Nick comenta con Malcolm que uno de los secuestrados debe estar implicado en el robo. Tras la sorprendente declaración de Egan en una televisión nacional, la vida de los nueve cambia, ya que pasan de ser héroes a posibles culpables. Kathryn pone en riesgo su carrera para ayudar a sus amigos a pesar de que sabe que el puesto que le han ofrecido puede no ser para ella si lo hace. |
| 11       | El hombre del año       | Man of the Year        | Nelson McCormick      | Lizzie comienza a tener fantasías amorosas con Lucas en sus sueños mientras Malcolm intenta entender a su hija que ahora trata de recuperar su memoria estudiando lo que ha pasado. Malcolm también duda si se merece o no un premio al hombre del años y su desafortunado hermano lo visita inesperadamente. |
| 12       | El legado               | Legacy                 | Robert Duncan McNeill | A pesar del apoyo y la ayuda de Kathryn, Nick no logra que el asesino de su padre continúe en la cárcel a pesar de haber matado a dos personas, ya que al haber cooperado con la policía delatando a un traficante se le ha reducido la condena a la mitad. Nick le pide consejo a Malcolm sobre una vieja promesa sobre la venganza por la muerte de su padre. Franny decide que es el momento de que su madre debe conocer a su nuevo nieto aunque la abuela de Franny se opone totalmente a una posible reconciliación familiar. Mientras Egan participa activamente en la campaña de Kathryn. |
| 13       | Confesiones             | Confessions            | Marcos Siega          | Atormentado por sus pecados, Malcolm hace una confesión sorprendente. Kathryn tiene una cena muy importante con todos sus amigos y gente que la puede ayudar de cara a lograr ser fiscal para reunir fondos pero está muy nerviosa a pesar de la gran ayuda que presta Egan. Jeremy ha decidido que es el momento de que sus padres conozcan a Franny por la que la invita a casa aunque está el más nervioso que ella. |